# Alessandro Arlotti
Alessandro Arlotti, né le 2 avril 2002 à Nice en France, est un footballeur italien, qui évolue au poste de milieu offensif.

## Biographie
Né à Nice, il rejoint les jeunes de l'ASM dès le 1er septembre 2010.

### En club
Capitaine de l'équipe des moins de 17 ans de l'AS Monaco, Alessandro Arlotti est considéré en 2018 comme « une promesse du foot mondial ». Entre 2016 et 2018 il enchaîne les performances au niveau national junior et compte notamment une grosse soixantaine de buts ainsi que la moitié de passes décisives dans les Championnats de jeunes. Malgré cela, il n'est pas conservé par son club en 2020. Il signe alors pour le Delfino Pescara 1936 en Serie B.

### En équipe nationale
Né en France, il est une première fois convoqué en Équipe de France des moins de 16 ans par la FFF, fin août 2016. Mais la fédération se rétracte au dernier moment, Arlotti n'ayant pas la nationalité française, et sa résidence de longue date à Monaco ne l'y rendant pas non plus éligible. Il rejoint ainsi finalement les sélections de jeunes italiennes.
Avec l'équipe d'Italie des moins de 17 ans, il participe au championnat d'Europe des moins de 17 ans en 2019 qui se déroule en Irlande. Son équipe atteint la finale face aux Pays-Bas où l'Italie s'incline ce jour-là (4-2).
Initialement non-convoqué, il rejoint les moins de 17 ans en Coupe du monde 2019 à la suite du forfait de Lorenzo Colombo. Il y retrouve notamment son coéquipier monégasque Nicolò Cudrig. Il est par la suite titularisé et joue l'intégralité du match contre le Paraguay.

## Palmarès

### En sélection
- Finaliste du championnat d'Europe des moins de 17 ans en 2019 avec l'équipe d'Italie des moins de 17 ans.